# Alejandro Hisis
Alejandro Manuel Hisis Araya (ur. 16 lutego 1962 w Valparaíso) – piłkarz chilijski grający podczas kariery na pozycji obrońcy.